# 广州地铁3号线
广州地铁3号线是广州地铁營運的路线之一，大致呈南北走向，全线长74.89公里，包括一条主线和一条支线，共設34個站，是中國大陸首條營運時速達120km/h的地鐵線路，總投資人民币159.05億元，代表色為橙色。开通初期車廂編制为三节，后于2010年4月28日起全線升级為六節。

## 概要

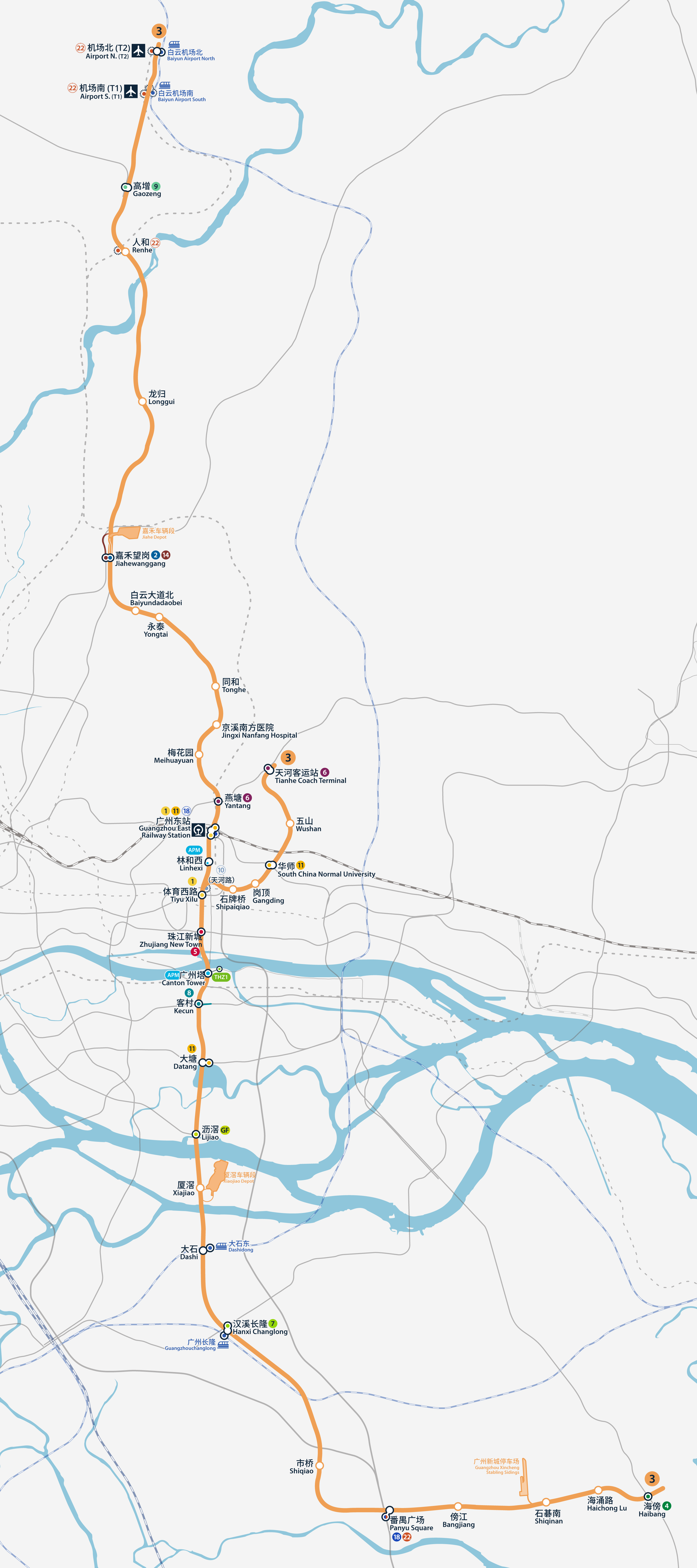
3號線線路圖，按真實走向比例繪畫

三号线目前分主线及支线两段。主线为机场北—海傍，支线为天河客运站—体育西路，两者在体育西路站交汇。
主線起始於白雲區與花都區交界的新白雲國際機場2号航站樓地下，沿機場大道和機場高速南下，下穿高增種植園，再轉入106國道人和大馬路段，下穿流溪河後繼續沿106國道南下，經過均禾大道路口轉向南，抵達空港大道西側的嘉禾望崗站。隨後線轉入广佛肇高速繼續南下，轉入同泰路行走後進入廣州大道北一直南下，在白雲山東邊掠過。隨後在怡新路口轉向東南偏南，下穿燕嶺公園後到達廣州火車東站，通過林和西路地底，在天河體育中心西邊掠過，進入體育西路，華夏路，穿過珠江新城西部。再穿越珠江前航道及海心沙，掠過廣州塔旁。隨後在廣州大道南東邊約六百米與其平行佈置，下穿住宅区、海珠湖，经大塘安置区、沥滘村，隨後下穿珠江后航道，进入番禺區。下穿厦滘村后沿新光快速路往市桥。沿光明路折向东至清河东路及亚运大道，至广澳高速公路-亚运大道立交西侧转向东南，并下穿广澳高速公路及4号线高架后至海傍站终止。
支線則起于天源路天河客运站，向东南下穿华南理工大学五山校区与华南农业大学。于岳洲路华南农业大学南门前设站并折向西南偏南，下穿華南理工大學及農科院附屬的住宅區、广深铁路及广园快速路。在天河北路口以南重返五山路（天河科技街），再转至天河路繼續往西行進。隨後經過華陽街口，再以一個圓弧型路段下穿天河体育中心，折向南至体育西路，接入主線。
3號線目前設有兩個車輛段及一个停车场，首期在廈滘站東邊设廈滘車輛段；北延段在嘉禾望崗站東北邊设嘉禾車輛段，并與2号线共用，3號線使用該車輛段的北半部；东延段在石碁南站西北边设广州新城停车场。
在運營方常態化加開貫通主线的行車路線前，因3號線實際分為兩條不重合的行車路線長達十几年，廣州地鐵和市民在日常生活及工作中多數把支线和体育西路以南的主线段直接稱呼為“3號線”，而把体育西路以北的主线段稱為“3號線北延段”、“3号线北延线”或“3北線”，作為區分。

## 歷史

### 規劃

#### 首期
1990年代初，为支持城市布局向东和向北发展及促进珠江新城的建设，广州市对80年代的“十”字线网规划进行调整，当中增加连接体育西路和新洲的3号线:11-12。1996年，广州市组织开展新一轮地铁线网规划的研究，随后于1997年8月发布《廣州市城市快速軌道交通線網規劃研究（最終報告）》。此研究中，推荐的方案A，原3号线调整为连接广州东站和石榴岗的6号线；而备选的方案B，其5号线环线東段——體育西路至珠影一段，线位与现时3号线体育西路至客村一段接近。
2000年，番禺撤市建區，广州开始实施城市发展“南拓”战略；同时为配合五山高教区发展，广州市在《近期线网规划实施调整方案》中，将A方案6号线和B方案5号线整合为3号线。其南端由向东改为向南延伸至番禺市桥的南华路，北端在体育西路分岔出往广州东站和天河客运站的两段线路。
2001年，当局计划在番禺段设置部分高架路段，以节省投资成本并保护环境。同年6月，国务院和国家计委正式批准3号线立项。三号线之后继续采用全地下方案；同时终点改为番禺广场站，增加赤岗塔站（现广州塔站），减少金山大道站。2002年7月，三号线首期的可行性研究报告获批。

#### 北延段
1990年代初的线网调整方案中，为配合舊白雲機場的北迁规划，连接新机场和当时2号线北端终点石马的轻轨2号线出世:55-56。1997年8月的线网规划中，连接新机场的线路并入2号线。该线起自新机场，沿106国道南下至黄石路口，与起自江高的2号线支线汇合，继续南下:55-56。2000年《近期线网规划实施调整方案》中，2号线机场段改为机场快线。该线起自廣州東站出發，沿广园路、舊白雲機場中軸線和機場高速行走至新机场:13。2002年《近期线网发展规划研究》中，機場快線併入3號綫，並改為大致沿白雲山东侧的广州大道北佈置:13-14。
2005年《广州市轨道交通建设规划调整》中，嘉禾以北的走線被東移，回归行走106国道前往机场，线路走向基本稳定。当时线路车站大幅增至11座；同时考虑地址条件复杂，白云山以北至机场以南均为高架路段。同年，包含3号线北延段（新机场至广州东站段）在内的《广州市城市快速轨道交通近期建设规划》获国家发改委批复。
2007年初，受白云区政府、沿线居民等反对影响，3號線北延段原有的高架路線的规划全部更改为地下敷设，为此廣州市政府增加投資10億元，工期亦延长数月。2008年6月，按照广州市建设委员会的要求，广州地铁在永泰站（现白云大道北站）与同和站之间增设永泰东站（现永泰站）。
2008年7月，國家發改委正式批覆三號線北延線工程可研報告。2009年，因线路敷设方式变更而上报的环评报告获批。

#### 东延段
2002《近期线网发展规划研究》中，3号线南端大幅延長，從番禺廣場向東到達規劃廣州新城後，沿京珠高速繼續向南通往南沙:13。2003年《广州市轨道交通线网规划》，将3號綫和4號綫廣州新城（現海傍站）以南及以東的路段交换。
3号线东延段於2017年3月下旬獲國家發改委批覆立項，作為廣州市新一輪軌道交通（2015-2025）建設規劃方案的線路之一。工可报告亦在2018年1月上旬获批。

### 建造

#### 首期

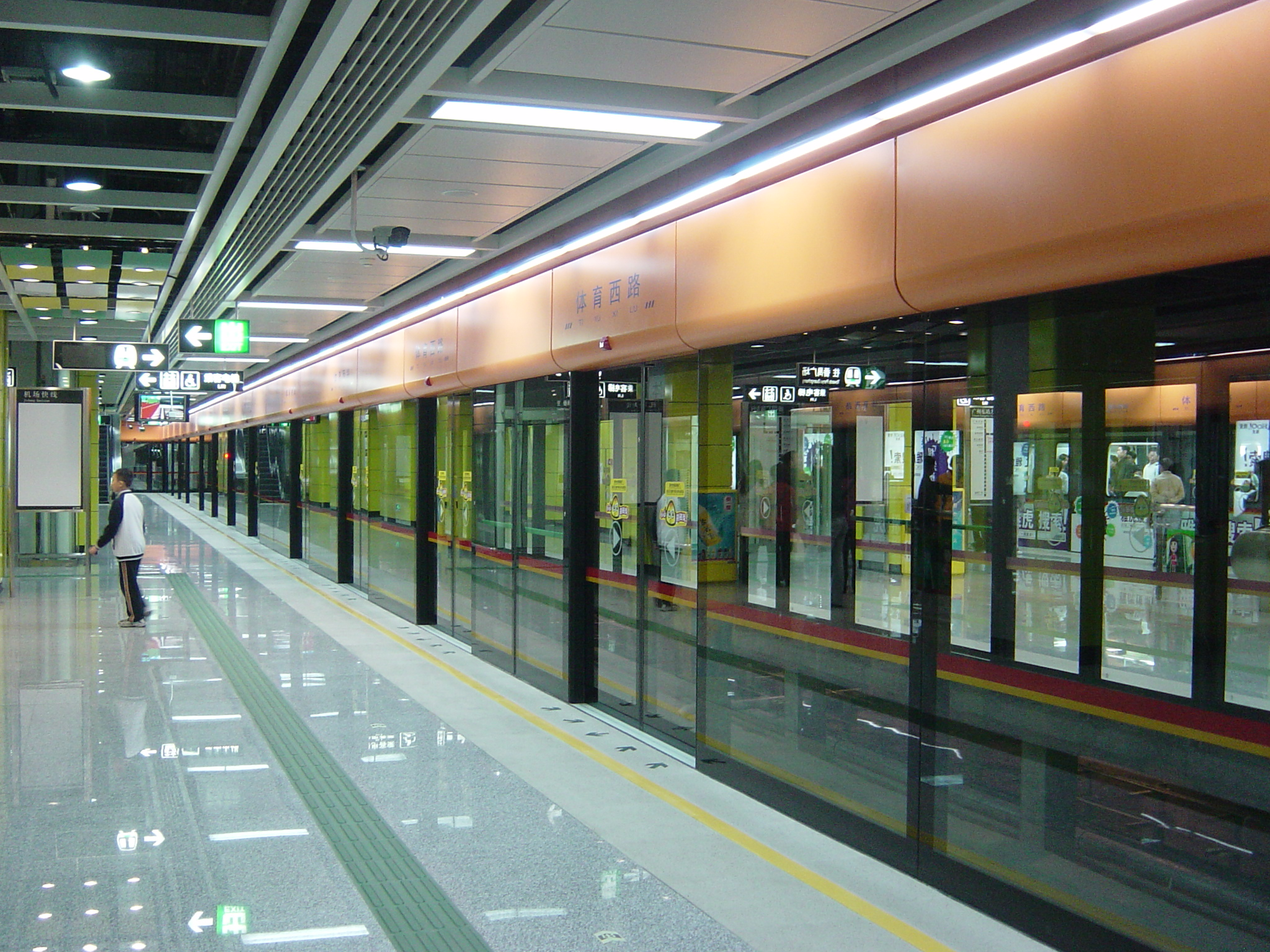
3号线开通不久时体育西路站的站台

2001年12月26日，大塘站作為試驗段開工，并于2003年1月26日封顶，成为全线第一个封顶的车站。大塘站作为三台盾构机的始发站，对整个工程起控制性作用。
2003年2月8日，三号线市桥北至番禺广场盾构区间始发，成为三号线首个开工的盾构区间，而主線與支線的匯合站——體育西路站亦於同年5月18日正式開工，车站部分结构位於一号线原有车站底下80厘米。同年5月30日，市桥站主体提前一個月封顶，同日沥滘站开工。
2004年8月3日，珠江新城至客村右線順利通過640米寬的珠江，抵達南岸；9日，大石至汉溪區間右线贯通；10月22日，主线广州东站至林和西站区间工程完成，同日岗顶站封顶；11月26日，客村站完成土建工程。
2005年2月28日，體育西路站封頂；5月23日，汉溪南至市桥北盾构区间左线贯通。2006年6月6日，市桥至番禺广场区间盾构机抵达番禺广场站，标志着三号线首期隧道全线贯通。

#### 北延段
2009年2月16日，中铁隧道罗威特盾构机于三号线北延段同永嘉区间始发；9月28日，三号线北延段施工最难的区间梅花园站至同和站段双线贯通；11月20日，燕塘站主体结构施工全部完成；11月29日，广州东站与燕塘站区间成功铺设第一个轨排。
2010年2月19日，北延段施放第一条接触线，燕（塘）梅（花園）盾構區間於4月20日雙線精密安全貫通，標誌着三號線北延段全線貫通；4月30日，嘉禾车辆段迎来首次冷滑测试；6月20日，北延段嘉禾以北接触网顺利完成冷滑试验；23日，嘉禾以北接触网一次性送电成功；26日，嘉禾以北接触网进行热滑试验；北延段于7月18日短轨贯通，于7月30日长轨贯通，至此2010年广州亚运前开通的地铁路线铺轨工作全部完成。
2010年10月10日，工程師钟吉章稱，嘉禾望崗至龍歸站的聯絡通道混凝土抗壓強度未達標，存在嚴重安全隱患。事件引起媒體和市民的激烈討論；11日，广州地铁及施工单位、检测单位均表示，三号线北延段的一条联络通道确实未达到设计标准，但地铁公司称，该工程经设计单位验算，结构仍处于安全合格范围，遂已验收，将如期于10月30日开通。

#### 东延段
2018年11月19日，東延段開工建設。2019年8月3日，番禺广场至傍江区间盾构始发井正式开工，为全线首个动工工点。10月11日，傍江站正式开工，为全线首个开工车站。2020年10月，东延段首台盾构顺利始发。
2020年11月24日，傍江站成为全线首个封顶车站。2021年12月17日，番禺广场至傍江区间左线隧道贯通，该区间成为东延段首个实现双线隧道贯通的区间。2022年6月，番广区间实现全线贯通。同年7月，首个区间开始铺轨。
2022年9月29日，正线隧道全部贯通。2023年6月，全线相继实现短轨和长轨贯通。
2024年4月末，东延段完成热滑试验及轨行区“三权”移交。5月31日，东延段所有车站完成“三权”移交，全线均开始运营调试。8月21日，东延段通过项目工程验收。9月末，东延段通过初期运营前安全评估。
2024年12月，东延段工程配建的广州新城停车场临时三权移交。

### 營運
2003年5月22日，广州地铁与阿尔卡特签订了价值4000万美元的基于Seltrac S40的列车控制系统供应合同；7月30日，三号线首批9个车站的99台扶梯供应合同正式签订，供应商为广州日立电梯有限公司。
2005年11月18日，三号线列车于湖南株洲电力机车有限公司下线。
三號綫首通段（廣州東站—客村）與二號綫調整工程及四號綫大學城專線段於2005年12月26日下午2時正式投入服務，此時由於無法使用廈滘車輛段，所有3號綫列車都必須暫時使用2號綫的赤沙車輛段，通過客村站東南方的聯絡線以及客村至磨碟沙段的路軌來往赤沙車輛段和3號綫正線。該段開通時使用3節編組列車行走。
2006年9月25日，客村站至汉溪站区间开始热滑；11月20日，3號綫全線停止服務40天，进行三号线的全线（广州东站/天河客运站—番禺广场）贯通前的联合调试。运营事业总部亦於十天後正式接管市桥站、番禺广场站、天河客运站、五山站、华师站、岗顶站及石牌桥站的管理权、指挥权和使用权，至此三号线全线顺利实现三权移交；12月30日，三號線恢復服務，一期全線通車，行車路線更改為天河客運站—番禺廣場和廣州東站—體育西路，兩者需要在體育西路站換乘，廈滘車輛段也正式啟用。兩條路線均繼續使用3節編組列車行走，並計劃使行車間隔壓縮至3分鐘，以提高行車密度的做法來增加運力。官方稱為「小編組，高密度」（但實際該密度仍未能算高密度），這種思路也對其後的4號線、5號線、6號線和廣佛線等線路的設計產生影響，令上述线路使用了载客量较少的车型和较短的编组。
2008年12月8日，三号线北延段列车采购合同正式签订。
2010年，广州地铁開始把所有3節編組列车兩兩重聯，变为6节編組列车；1月28日，首列广州地铁三号线北延段增購的6節編組列车始交付；3月21日凌晨，广州媒体记者在3号线厦滘车辆段，观看了“3改6”列车重联过程；4月20日，广州地铁3号线广州东站—体育西段，由2列6节编组的新车运行，率先实现“3改6”；4月28日，兩兩重聯列車正式於天河客運站至番禺廣場段投入服務，3号线全線正式使用6节编组列車行走。
2010年10月30日早上，廣州市在新白雲國際機場隆重舉行廣州地鐵三號線全線貫通試營運儀式；下午2時，3號綫北延段（機場南—廣州東站）全線投入營運，原體育西路—廣州東站列車全數改以機場南為北端終點站。
2013年6月23日起，北延段列車最高運營速度分階段提速至110 km/h，运营周期由原来的83分钟缩短至79分钟，运能提升4%以上；7月1日起，3號線工作日早上加開「同和至大石單向早高峰短線」。
2014年，B1型列车开始改造广播系统，以具备进入廣州東站以北的三號線北延段服務的條件；同年8月2日開始，3號線信號系統軟件進行升級測試，全線（含北延段）車站月台顯示屏均會顯示接下來三班列車的終點站和到達時間。
2017年12月28日中午，北延段預留車站高增站與9號線同步開通啟用。
2018年4月26日早上，廣州白雲國際機場2號航站樓正式啓用，机场北站一同投入營運，取代機場南站成為3號線北端終點站，至此3號線北延段全線所有車站開通投入服務；9月25日起，3号线早高峰增开番禺广场至同和的双向区间车。
2019年1月15日至1月17日期间，3号线在中峰期时段试行机场北至番禺广场双向交路；1月21日起，3號線開始在工作日非高峰期和節假日全日全面開行机场北至番禺广场双向交路，至此3号线全面常态实施筹备多年的“Y”型交路运行模式；6月18日至20日期间以及7月8日起，该安排扩展至工作日晚高峰时段。
2023年2月，广州地铁方面再加一列列车上线。至此上线列车数目达到65列。新车上线后，“永泰至体育西路”交路运力增加5%，“体育西路至机场北”交路运力增加3%。
2024年11月1日首班车起，东延段正式开通运营。

## 车站

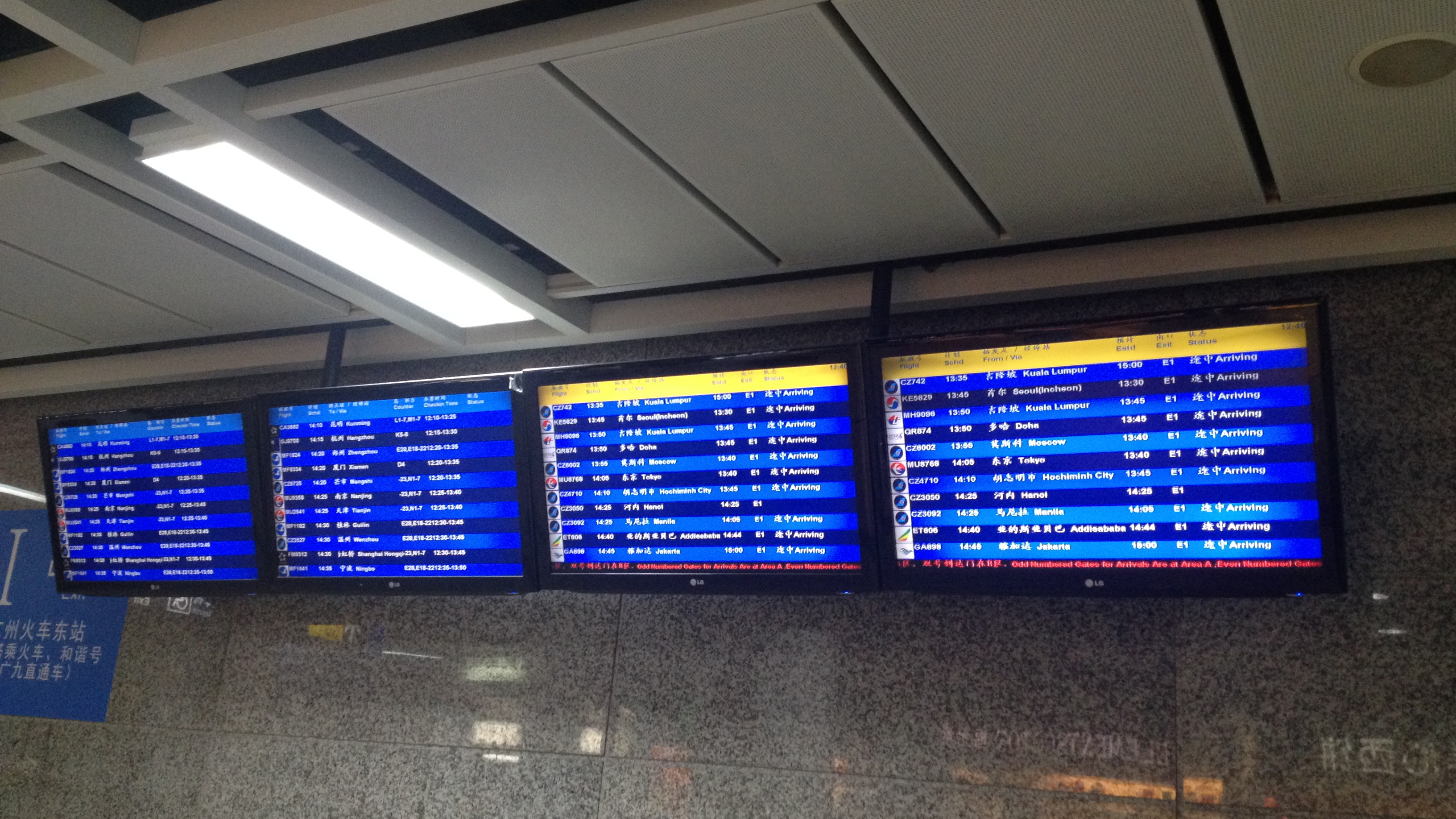
广州东站曾设有航班信息显示屏

三號線全长74.89公里（含支线），共设34座车站。
3号线的车站的设计遵循“一线一景，一站一色”的规范，每一个车站均有各自的颜色。东延段各站延续该设计模式，并融入“流光溢彩”的理念，营造简洁明亮、轻松愉悦的空间氛围。
由于3号线通往白云机场的两个航站楼，因此3号线会在嘉禾望岗至高增之间播报提示前往相应的航站楼需在机场南和机场北其中一站下车。另外，3号线北延段沿线各站（体育西路至人和）曾设有航班信息显示屏供旅客实时查询航班动态，相关安排后期已取消，后来开通的高增站亦未设置航班信息显示屏。
| |       |       | 車站編號 | 站名及配色 | 站名及配色           | 里程（公里） | 里程（公里） | 里程（公里）                                          | 里程（公里）       | 换乘路线                                                                        | 所在地[1]    | 啟用時間       | 车站形式       |
| 站间 | 站间  | 累计  | 累计     | 站名及配色 | 站名及配色           |              |              |                                                       |                    | 换乘路线                                                                        | 所在地[1]    | 啟用時間       | 车站形式       |
| 3號線 | 3號線 | 3號線 | 3號線    | 3號線      | 3號線                | 3號線        | 3號線        | 3號線                                                 | 3號線              | 3號線                                                                           | 3號線        | 3號線          | 3號線          |
| --- | ----- | ----- | -------- | ---------- | -------------------- | ------------ | ------------ | ----------------------------------------------------- | ------------------ | ------------------------------------------------------------------------------- | ------------ | -------------- | -------------- |
| |       |       | 301-4    |            | 海傍                 | -            | -            | 0.0                                                   | 0.0                | 4号线 414                                                                       | 番禺区       | 2024年11月1日  | 地下島式站台   |
| |       |       | 301-3    |            | 海涌路               | 2.0          | 2.0          | 2.0                                                   | 2.0                |                                                                                 | 番禺区       | 2024年11月1日  | 地下島式站台   |
| |       |       | 301-2    |            | 石碁南               | 1.9          | 1.9          | 3.9                                                   | 3.9                |                                                                                 | 番禺区       | 2024年11月1日  | 地下双岛式站台 |
| |       |       | 301-1    |            | 傍江                 | 3.1          | 3.1          | 7.0                                                   | 7.0                |                                                                                 | 番禺区       | 2024年11月1日  | 地下島式站台   |
| |       |       | 301      |            | 番禺广场             | 2.4          | 2.4          | 9.4                                                   | 9.4                | 18号线 1803、22号线 2201                                                        | 番禺区       | 2006年12月30日 | 地下島式站台   |
| |       |       | 302      |            | 市桥                 | 3.7          | 3.7          | 13.1                                                  | 13.1               |                                                                                 | 番禺区       | 2006年12月30日 | 地下島式站台   |
| |       |       | 303      |            | 汉溪长隆             | 6.2          | 6.2          | 19.3                                                  | 19.3               | 7号线 705 广州长隆站：广惠城际铁路                                              | 番禺区       | 2006年12月30日 | 地下島式站台   |
| |       |       | 304      |            | 大石                 | 3.1          | 3.1          | 22.4                                                  | 22.4               | 大石东站：广州东环城际铁路                                                      | 番禺区       | 2006年12月30日 | 地下島式站台   |
| |       |       | 305      |            | 厦滘                 | 2.2          | 2.2          | 24.6                                                  | 24.6               |                                                                                 | 番禺区       | 2006年12月30日 | 地下島式站台   |
| |       |       | 306      |            | 沥滘                 | 1.8          | 1.8          | 26.4                                                  | 26.4               | 广佛线 GF25                                                                     | 海珠區       | 2006年12月30日 | 地下島式站台   |
| |       |       | 307      |            | 大塘                 | 2.6          | 2.6          | 29.0                                                  | 29.0               | 11号线 1130                                                                     | 海珠區       | 2006年12月30日 | 地下島式站台   |
| |       |       | 308      |            | 客村                 | 2.1          | 2.1          | 31.1                                                  | 31.1               | 8号线 823                                                                       | 海珠區       | 2005年12月26日 | 地下島式站台   |
| |       |       | 309      |            | 广州塔               | 1.2          | 1.2          | 32.3                                                  | 32.3               | APM线 APM01 广州塔站：海珠有轨1号线 THZ101                                      | 海珠區       | 2005年12月26日 | 地下島式站台   |
| |       |       | 310      |            | 珠江新城             | 1.5          | 1.5          | 33.8                                                  | 33.8               | 5号线 513                                                                       | 天河区       | 2005年12月26日 | 地下島式站台   |
| |       |       | 311      |            | 体育西路             | 1.3          | 1.3          | 35.1                                                  | 35.1               | 1号线 114 天河南站[TH]：APM线 APM07 天河路站：10号线 花城广场北站[虚拟]：13号线 | 天河区       | 2005年12月26日 | 地下双島式站台 |
| |       |       | 311      |            | 体育西路             | 1.3          | 1.3          | 35.1                                                  | 35.1               | 1号线 114 天河南站[TH]：APM线 APM07 天河路站：10号线 花城广场北站[虚拟]：13号线 | 天河区       | 2005年12月26日 | 地下双島式站台 |
| |       |       | 312      |            | 石牌桥               | 1.6          | \|           | 36.7                                                  | \|                 |                                                                                 | 天河区       | 2006年12月30日 | 地下島式站台   |
| |       |       | 313      |            | 岗顶                 | 0.8          | \|           | 37.5                                                  | \|                 |                                                                                 | 天河区       | 2006年12月30日 | 地下島式站台   |
| |       |       | 314      |            | 华师                 | 0.9          | \|           | 38.4                                                  | \|                 | 11号线 1106                                                                     | 天河区       | 2006年12月30日 | 地下島式站台   |
| |       |       | 315      |            | 五山                 | 1.6          | \|           | 40.0                                                  | \|                 |                                                                                 | 天河区       | 2006年12月30日 | 地下島式站台   |
| |       |       | 316      |            | 天河客运站           | 2.4          | \|           | 42.4                                                  | \|                 | 6号线 621                                                                       | 天河区       | 2006年12月30日 | 地下側式站台   |
| |       |       | 317      |            | 林和西               |              | 1.2          |                                                       | 36.3               | APM线 APM09                                                                     | 天河区       | 2005年12月26日 | 地下島式站台   |
| |       |       | 318      |            | 广州东站             | 1.1          | 37.4         | 1号线 116 、11号线 1108、18号线 广州东站              | 地下分离式島式站台 |                                                                                 | 天河区       | 2005年12月26日 |                |
| |       |       | 319      |            | 燕塘                 | 1.0          | 38.4         | 6号线 620                                             | 2010年10月30日     | 地下局部分离式島式站台                                                          | 天河区       |                |                |
| |       |       | 320      |            | 梅花园               | 1.9          | 40.3         |                                                       | 2010年10月30日     | 地下島式站台                                                                    | 天河区       |                |                |
| |       |       | 321      |            | 京溪南方医院         | 1.3          | 41.6         |                                                       | 2010年10月30日     | 地下島式站台                                                                    | 白云区       |                |                |
| |       |       | 322      |            | 同和                 | 1.4          | 43.0         |                                                       | 2010年10月30日     | 地下島式站台                                                                    | 白云区       |                |                |
| |       |       | 323      |            | 永泰                 | 3.4          | 46.4         |                                                       | 2010年10月30日     | 地下島式站台                                                                    | 白云区       |                |                |
| |       |       | 324      |            | 白云大道北           | 0.9          | 47.3         |                                                       | 2010年10月30日     | 地下島式站台                                                                    | 白云区       |                |                |
| |       |       | 325      |            | 嘉禾望岗             | 2.1          | 49.4         | 2号线 224 、14号线 1401                               | 2010年10月30日     | 地下双岛式站台[L2]                                                              | 白云区       |                |                |
| |       |       | 326      |            | 龙归                 | 6.3          | 55.7         |                                                       | 2010年10月30日     | 地下岛式站台                                                                    | 白云区       |                |                |
| |       |       | 327      |            | 人和                 | 5.4          | 61.1         | 22号线                                                | 2010年10月30日     | 地下岛式站台                                                                    | 白云区       |                |                |
| |       |       | 328      |            | 高增                 | 2.4          | 63.5         | 9号线 911                                             | 2017年12月28日     | 地下岛式站台                                                                    | 白云区       |                |                |
| |       |       | 329      |            | 机场南 （1号航站楼） | 3.5          | 67.0         | 22号线 白云机场南站：广州东环城际鐵路、新白广城際鐵路 | 花都区             | 2010年10月30日                                                                  | 地下侧式站台 |                |                |
| |       |       | 330      |            | 机场北 （2号航站楼） | 1.2          | 68.2         | 22号线 白云机场北站：广州东环城际鐵路                 | 花都区             | 2018年4月26日                                                                   | 地下侧式站台 |                |                |
| 註釋 |       |       |          |            |                      |              |              |                                                       |                    |                                                                                 |              |                |                |
| - 所有以斜体标识的线路和车站均未开通。 - 站间距数据来源：，可能与实际数据存在误差。 - L2 3號線與2號線共用，其中3號線使用外側。 - 虚拟 现时未有条件建设换乘通道，预计将实施虚拟换乘。 - TH 体育西路站和天河南站之间通过天环广场人行通道连接，车站B出入口指示可前往天河南站A出入口。唯现时地铁运营方并未把两站视作一组换乘站。 |       |       |          |            |                      |              |              |                                                       |                    |                                                                                 |              |                |                |
| 论 编 |       |       |          |            |                      |              |              |                                                       |                    |                                                                                 |              |                |                |

### 换乘站
3号线现时有16个换乘站。
已投入使用
- 高增站：换乘9号线。本站兩線平行，建造时已同步实施，但並非平行換乘，需经过地下一层的缓冲平台层进行换乘。
- 嘉禾望岗站：换乘2号线与14号线。本站与2号线为平行换乘，与14号线为站厅换乘，是广州地铁的首个三线换乘站。南行方向的乘客可以直接在站台对面换乘2号线，北行方向的乘客需先上到換向層或站厅再下至南行方向的站台才能换乘2号线，而换乘14号线则需经站厅换乘。
- 燕塘站：换乘6号线。建造时已同步实施，为十字型节点式换乘。由於客流安排的關係，6号线站台可通过新建的换乘通道乘扶梯到達換乘平台再到3号线站台；而3号线前往6号线则需繞經站厅。
- 广州东站：换乘1号线。雖然本站在建设期间未作出预留，但在两线联络通道处设有直达1号线站台的通道。
- 林和西站、廣州塔站：转乘珠江新城旅客自动输送系统，需要出闸。
- 体育西路站：换乘1号线。雖然建造時使用了當年1號綫建造時預留換乘黃埔輕軌的結構，但本站仍需经过站厅换乘。同时，本站亦是3号线主线与支线之間的换乘站。另外车站亦设有联络通道通往天河南站，实现与珠江新城旅客自动输送系统的换乘，唯现时地铁运营方并未把两站视作一组换乘站。
- 珠江新城站：换乘5号线。建造时已同步实施，为十字型节点式换乘。
- 客村站：换乘8号线。建造时已同步实施，为十字型节点式换乘，兩線通過重疊部分的轉換夾層連接。值得一提的是，本站設計時並不是轉車站，後來在舊2號線動工後突然確定為轉車站，才緊急停工並更改設計作出預留，但儘管如此在建造時還是需要托換現8號線月台的樁基。
- 大塘站：换乘11号线。因建设期间未作出预留，需经两线站廳之间换乘。
- 沥滘站：换乘广佛线。建造时已同步实施，为十字型节点式换乘。
- 汉溪长隆站：换乘7号线。因建设期间未作出预留，需经站廳通道换乘。
- 番禺廣場站：换乘18号线和22号线。因建設期間未作出預留，由3号线换乘两线需经连接站厅的换乘通道进行换乘，通道设有自动人行道。
- 海傍站：换乘4号线。亞運城建設時已預留了3號線車站位置，既有4號線車站位于地面的站厅也预留了地下換乘通道和扶梯接入的位置，可以实现站厅换乘。
- 天河客运站：换乘6号线。因建设期间未作出预留，需经站厅通道换乘。
- 華師站：换乘11号线。因建设期间未作出预留，需经两线站廳之间换乘。

未来换乘站
- 機場北站：换乘22号线。因建设期间未作出预留，且22號線車站目前預定位於航站樓西側，未設置換乘通道。預計為出站換乘。
- 機場南站：换乘22号线。因建设期间未作出预留，且22號線車站目前預定位於航站樓西側，未設置換乘通道。預計為出站換乘。
- 人和站：换乘22号线。因建设期间未作出预留，预计需经通道换乘。
- 同和站：换乘26号线。26號綫為遠期線路，未作預留。

未来扩建的换乘站
- 广州塔站：前往赤岗塔站换乘12号线。两站间无法满足建设换乘通道的空间条件，但将力争通过地面广州塔南广场或地下商业空间实现两站间虚拟换乘（出站换乘）[72]。
- 体育西路站：前往天河路站换乘10号线；以及前往花城廣場北站换乘13号线。天河路站将新建换乘通道连接体育西路站实现换乘[73]；而花城广场北站因週邊條件所限，將以地面換乘通道连接体育西路站[74]，計劃留待未來車站週邊進行舊城改造時再增建地下換乘通道[75]。
- 广州东站：换乘11号线和18号线。因建设期间未作出预留，预计需经通道换乘。
- 沥滘站：换乘24号线。24號線南延段為遠期線路，未作預留。

未使用預留換乘結構的車站
- 大石站：原定换乘7号线，已在站厅北端预留了侧式站台的部分结构，但因7号线改走汉溪长隆站，该结构暂时弃用以假墙遮蔽。規劃中的佛山地铁4号线將會經過本站，但未知會否使用該預留結構。
- 林和西站：原定换乘14号线（今11号线），设计时考虑了于天河北路下方预留与现有站台呈十字相交的侧式站台、并在3號線站台預留未來增设站台到站台换乘扶梯的条件。但因规划调整后的11号线改走广州东站，该结构至今仍未实施。

## 行車安排

### 主支線營運

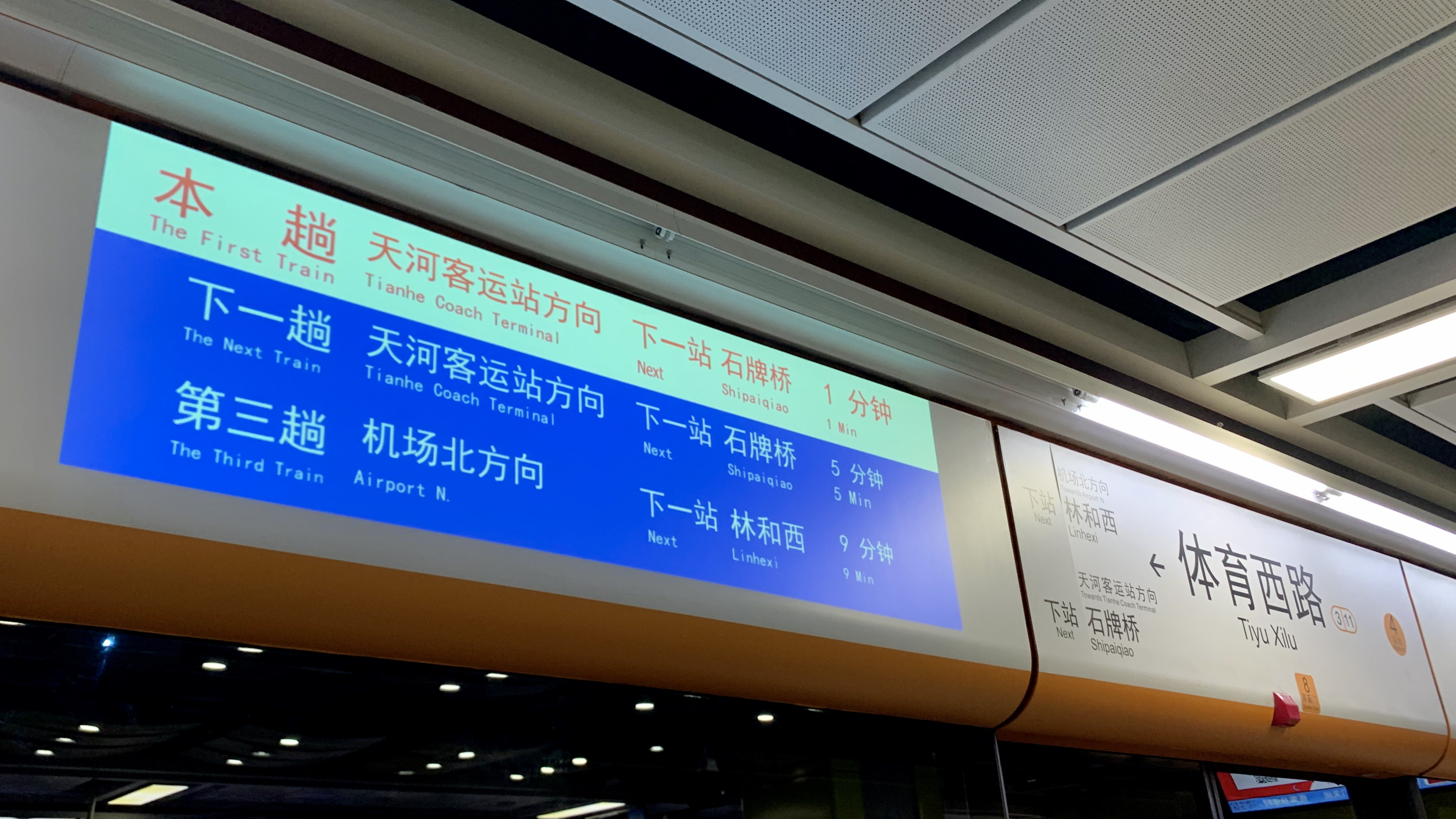
体育西路站4号站台的导向指示牌

3号线主线是机场北－体育西路－海傍，支线是天河客运站－体育西路。现阶段开行五条行車路線：
- 机场北 ⇋ 海傍（经体育西路）：除早低峰和晚低峰外开行，全程用时约87分钟
- 机场北 ⇋ 番禺广场（经体育西路）：除早低峰和晚低峰外开行
- 天河客运站 ⇋ 海傍（经体育西路）：全天开行，全程用时约57分钟
- 天河客运站 ⇋ 番禺广场（经体育西路）：全天开行
- 机场北 ⇋ 体育西路：全天开行 [註 4][註 5]

目前此行車方案並不是固定的，未來將继续視客流情況更改行車路線。

### 区间短線车
因3號線線路較長，加上在早晚高峰期间，不少車站均有大量乘客，尤其3號線中段車站的乘客更是難以登上列車。為此3號線在早晚高峰均設有區間短線車，以疏導車站積壓的大量乘客。但受限於車站配線及客流情況，現時設有以下幾條主要的區間短線：
- 同和 ⇋ 体育西路：工作日早高峰开行，用于加密同和站至體育西路站区段的列車班次。這些班次自同和站後存車線或嘉禾車輛段開出，空載行駛至同和站起載，各站停车开往体育西路。2018年9月25日實施時，短线交路为同和 ⇋ 番禺广场[66][81]，随着番禺广场来往机场北路线改为全天行驶，2020年2月24日起，短线交路南端终点缩至体育西路。
- 機場北 ⇋ 大石：工作日早高峰开行，用于繼續加密機場北站至大石站区段的列車班次[82]。
- 同和／龍歸／嘉禾望崗／天河客運站 → 大石：工作日早高峰开行，2013年實施時仅有同和 → 大石。2018年9月開行同和 ⇋ 番禺广场雙向區間車後，早上8時前後的三班车调整为龍歸（1班）/嘉禾望崗（2班） → 大石。天河客運站 → 大石则只在工作日早上約08:18開出一班，用于疏導3號線支線沿途各站往市區的乘客。上述班次行駛至大石站後折返，之后部分班次继续各站停车開往机场北或者天河客運站，部分班次则直接退出服務，進入大石站後存車線待命或返回廈滘車輛段。
- 大石／廈滘／客村 → 天河客運站：每日早晚高峰开行，用于疏導大石站至客村站区段積壓的大量乘客。這些班次自大石站後存車線、客村站後存車線或廈滘車輛段開出，其中廈滘車輛段開出的班次可能会空載行駛至客村站才開始載客。
- 體育西路 → 番禺廣場：每日早晚高峰开行，由部分在天河客運站折返後的列車不停站行駛到體育西路站起载，以便疏導该站積壓的大量乘客。
- 體育西路／海傍 → 嘉禾望崗：为临近末班车时段的嘉禾車輛段回库班次，抵達嘉禾望崗站後清客退出服务。
- 林和西／廣州東站 → 機場北：工作日晚高峰开行，用于疏導林和西站和廣州東站積壓的乘客。這些班次自廈滘車輛段或大石站後存車線開出，沿途不停站行駛至林和西站或廣州東站才開始載客，各站停车开往機場北站后清客退出服务，沿途不停站返回嘉禾車輛段。

## 乘客量
3號線大致沿廣州新中軸線行走，並向南、北、東（支線）三個方向延伸。串連起新中軸線上的天河中央商务区（天河北、天河路、珠江新城）、海珠區、白雲區東部和番禺區中心城區內的各大住宅區、商業區以及新中軸線上數個重要地標（花城廣場、廣州塔、海珠湖等）；支線更連接天河區西部的石牌崗頂商業區和石牌高校區；同時3號線（北延段）也是新白雲國際機場的交通配套之一，亦連接廣州東站以及其它陸路交通樞紐，承擔起對外門戶的作用。南北兩端的白雲區、花都區和番禺區亦有為數眾多的公交線路連接至3號線沿線各車站，提供車站到區內各鎮街的接駁。
由于上述原因，3號線開通後即成為廣州市區最重要的南北向交通大動脈，乘客眾多。在2006年線路延伸至番禺和支線開通後，高峰期列車已經出現擠迫的情況。而且3號線鄰近的廣州大道等主幹道經常在高峰期出現嚴重交通擠塞，也令不少市民轉投地鐵。随着通往外围郊区的9号线及14号线的陆续开通，两线往市区一端的终点均接入3号线，令3号线北延段的客流压力百上加斤。再加上3號線客流水平與2號線相當，但3號線採用6節B型車編組，列車運力僅及2號線6節A型車編組的約72%。因此令3號線全天的載客量一直高居不下，更成為廣州地鐵最擁擠的線路之一。雖然3號線在早晚高峰實施多項增加運力的措施，并在后期开行常态化的3号线及3号线北延段贯通列车使得情况有所缓解，但仍無法完全滿足客流需求，高峰期列車仍然經常出現非常擠迫的情況，尤以客村至崗頂和同和至體育西路兩段的最為嚴重。早高峰往市區方向的列車更是仍在番禺區和白雲區内車廂就已經滿載乘客，沿線乘客等候多班列車才能上車的情況更成為常態。
但是，3號線大客流量的另一面，是其客流分佈的嚴重不均衡。2011年統計顯示，早高峰期間，3號線有77%的客流湧向市中心，具有明顯的潮汐客流的特徵。這是因為3號線走廊上的土地利用模式上存在明顯的不均衡：北段天河區為CBD，特別是體育西路站，乘降量遠遠超出了設計預期；而中段和南段行經的海珠區和番禺區，用地性質以居住為主，特別是番禺區規模巨大的所謂「中央居住區」（廣州樓市中稱之為「華南板塊」），其實質是一種睡城。由於地鐵等軌道交通的兩個行車方向的運力是相等或接近的，土地利用在線路走廊上不平衡，會導致兩個方向的運能未能得到均衡利用，也使得如果要以加密班次來疏散體育西路等站點的客流，必然導致其他車站運能被浪費。
2014年6月份，3號線全線（含北延段）早高峰最大滿載率高達136%，出現在客村站至廣州塔站區間；到了2018年3月份，全線早高峰外圍往市區方向滿載率均超過100%，最大滿載率仍超過120%，出現在燕塘站至廣州東站區間。在2019年12月31日跨年夜当天，3號綫（含北延段）客流量达到275.9万人次，创广州地铁单线历史新高。2023年的日均客流量为180.54万人次，已连续多年位居广州地铁线网之首；该年日均客流强度为2.62万人次/公里，为中国大陆各线中第9高。

## 使用列车
3号线自2005年通车运营起，使用由南车株机-西门子合作制造的时速120公里的B型地铁列车（B1型），其为中国大陆首款营运时速120公里的地铁列车，共生产了40列120辆（3节编组）。后来随着提升本线服务班次、由原来营运的3节编组扩编为6节编组以及北延段的即将完工，廣州地鐵亦再次向南车株机购买列车，共制造25列（150辆，B2型），之后再次增购26列（156辆，B4型）。
2019年5月底，作为3号线东延段工程的一部分，廣州地鐵發佈的招標文件中提及為3號線購入10列新列車，相关订单由中车株机中标，内部型号B10，其外观与B2型、B4型列车类似，并在车门上方增设LCD显示屏。
2020年8月初，廣州地鐵發佈的招標文件中提及為3號線再次購入18列新列車。相关订单由中车长客中标，制造商型号为CCD5059，内部型号B11。B11型列车同样在车门上方增设LCD显示屏，但列车外观与其他3号线列车完全不同。
B1型列车在投入初期以3节编组营运，后来在编组过短運力不足造成乘车拥挤和外界舆论的雙重压力下，在2010年4月20日終将3节编组扩编成6节编组，扩编的方式为将一列3节编组与另外一列3节编组的列车进行重聯，这亦导致了C车与C车车厢之间不贯通。后续增购的B2型、B4型、B10型、B11型列车直接制造为6节编组，C车与C车车厢之间贯通。
截至2024年6月，3号线共拥有五款列车，总数为99列。

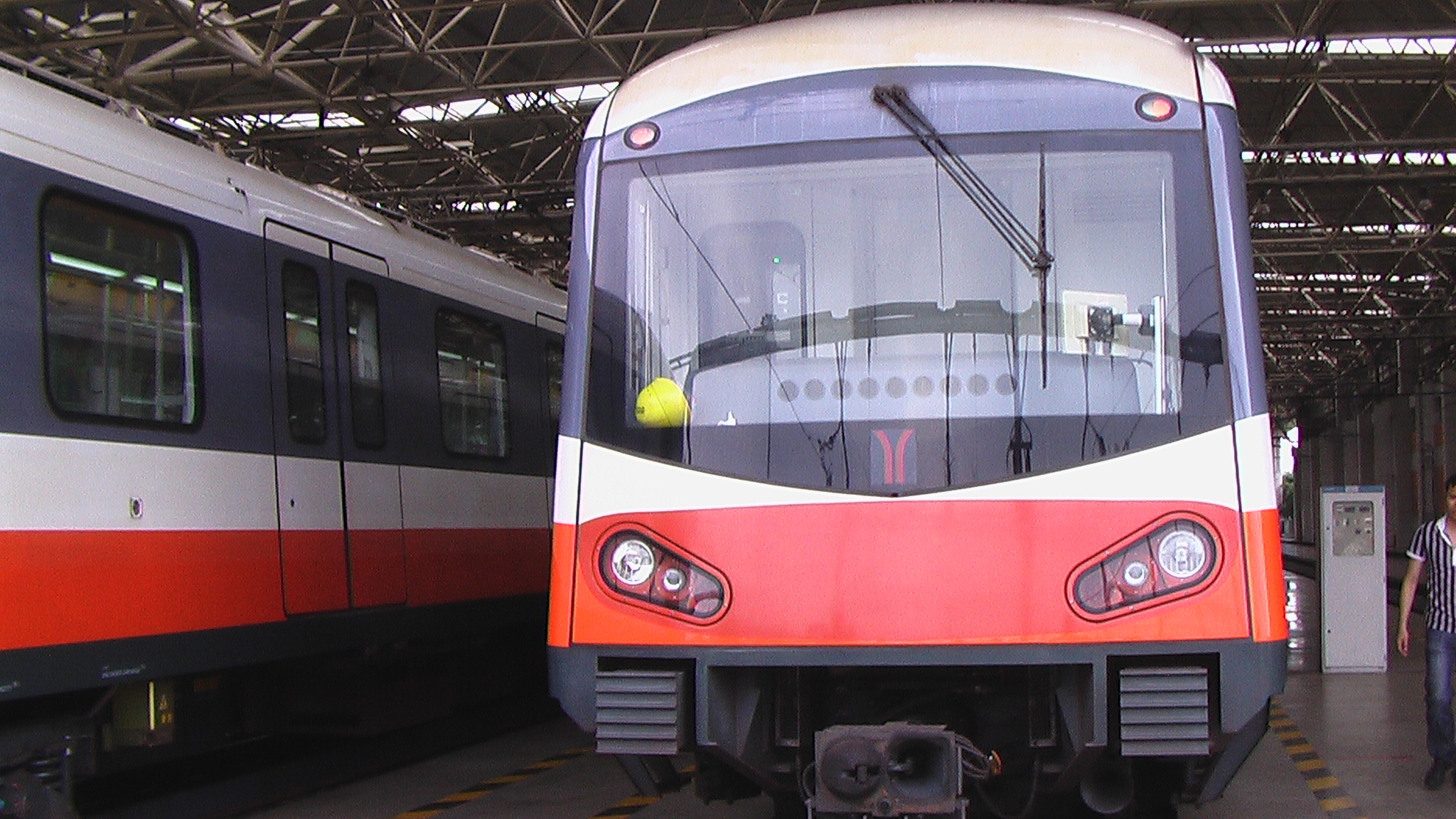
B1
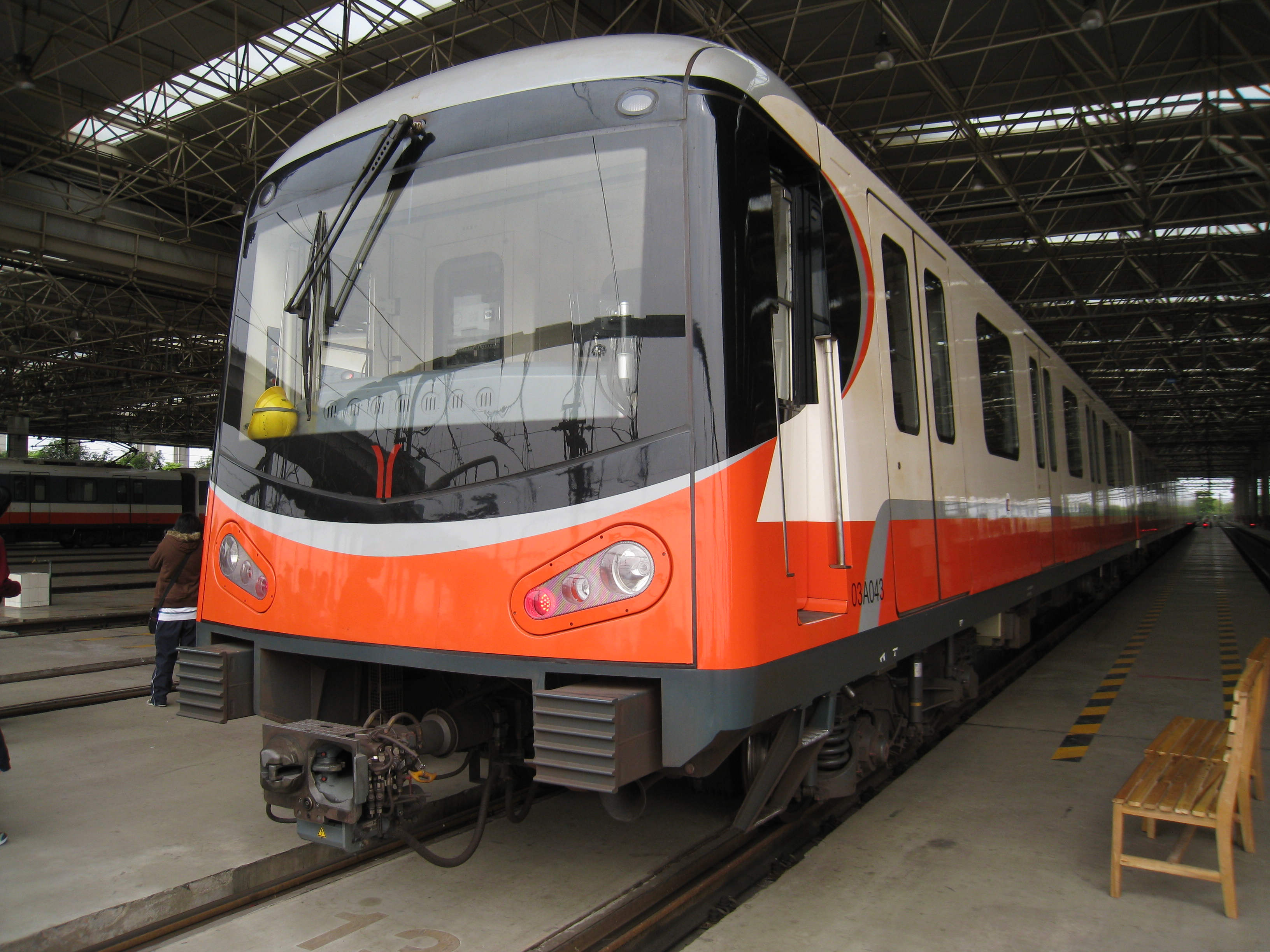
B2
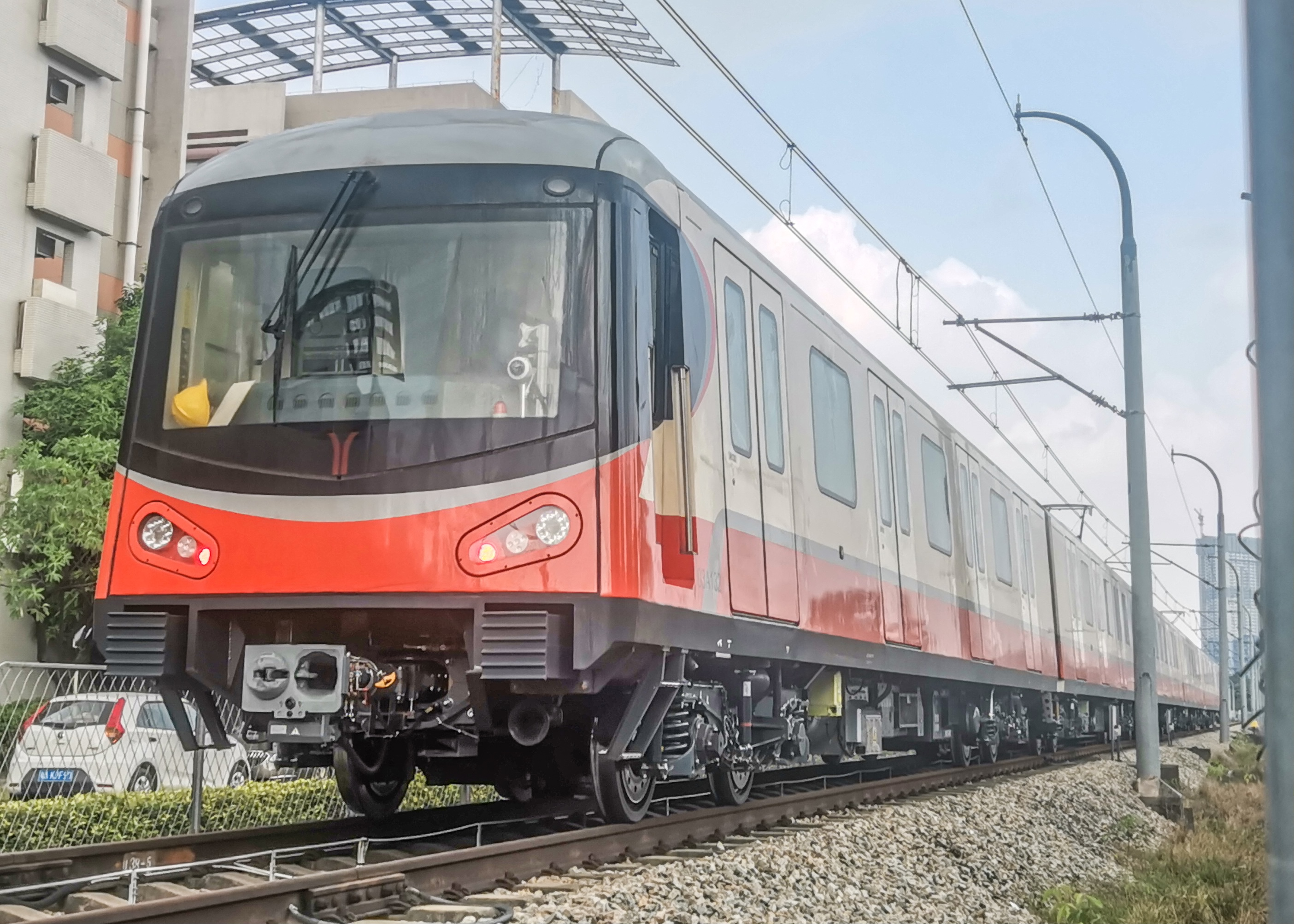
B4
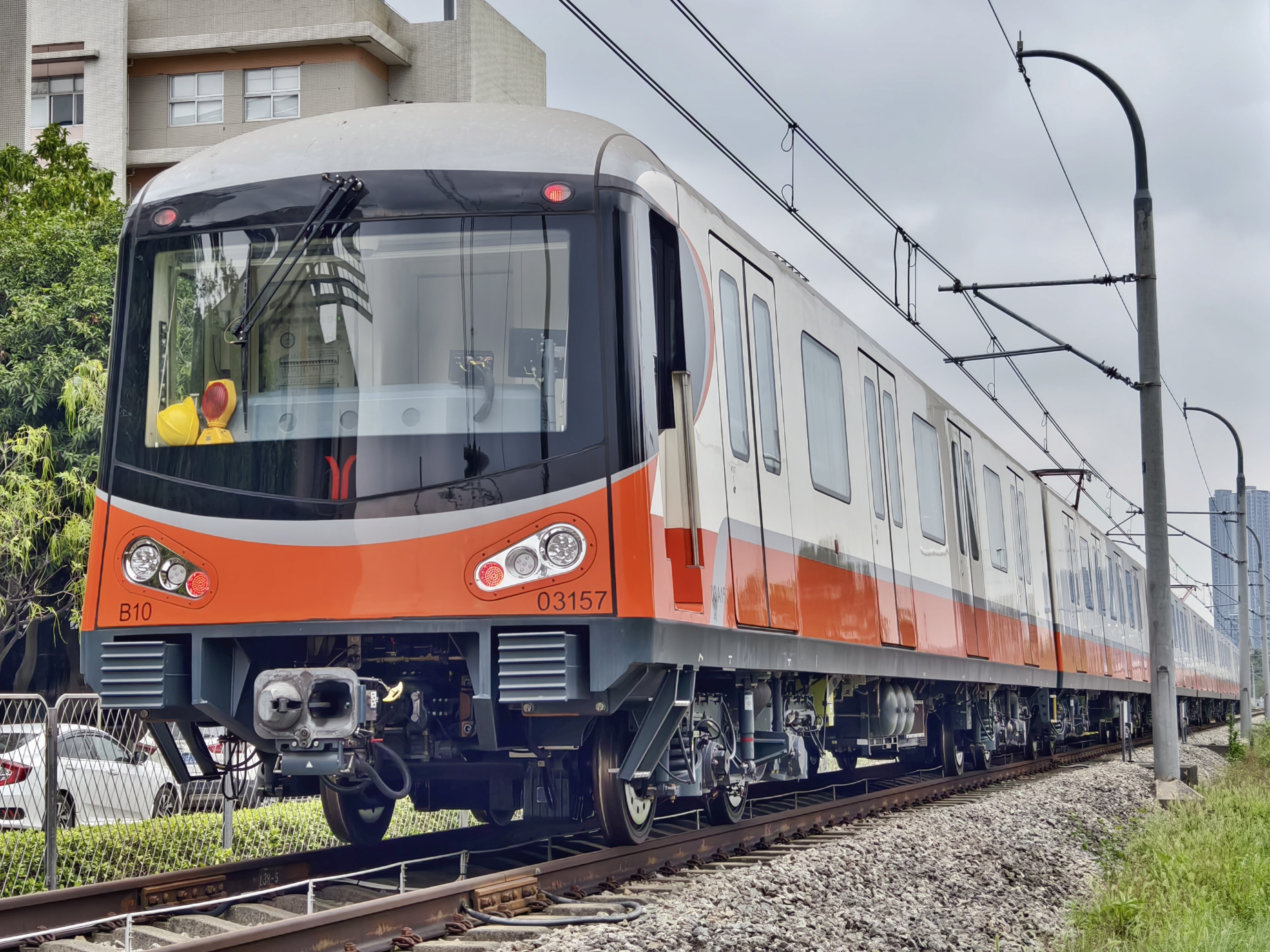
B10
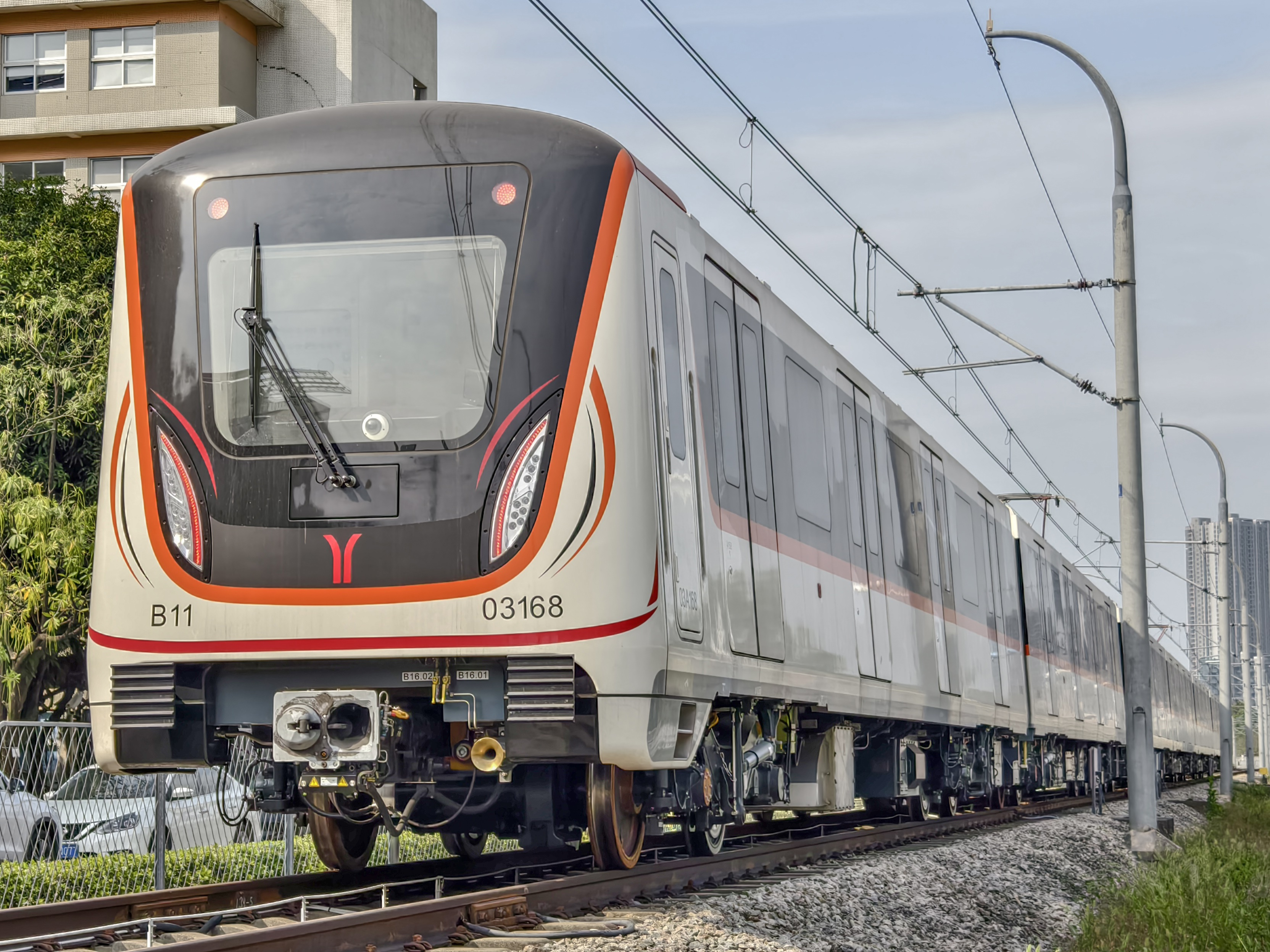
B11

| 列车/內部型號        | 制造商                      | 车辆编组                     | 制造年代  | 车辆总数 |
| -------------------- | --------------------------- | ---------------------------- | --------- | -------- |
| 首期列车 （B1）      | 西门子交通 南车株洲电力机车 | 3B+3B（Mcp+T+Mcp=Mcp+T+Mcp） | 2005~2007 | 40列     |
| 北延段列车 （B2）    | 南车株洲电力机车            | 6B（Mc+Tp+M+M+Tp+Mc）        | 2009~2011 | 25列     |
| 增购列车 （B4）      | 南车株洲电力机车            | 6B（Mc+Tp+M+M+Tp+Mc）        | 2011~2012 | 26列     |
| 东延段列车 （B10）   | 中车株洲电力机车            | 6B（Mc+Tp+M+M+Tp+Mc）        | 2021~2023 | 10列     |
| 二次增购列车 （B11） | 中车长春轨道客车            | 6B（Mc+Tp+M+M+Tp+Mc）        | 2022~2023 | 18列     |

## 事件

### 工程事故
2006年8月2日，石牌桥站正进行出入口通道的暗挖施工，软弱土层突然坍塌，事故共造成一死两伤。
2009年5月15日，三号线北延段，人和至龙归之间的人-龙(三)盾构施工人员开舱检查时突遇不明气体，造成三人死亡。

### 运营意外
2008年4月2日，三号线赤岗塔站下行方向屏蔽门发生故障，列车不能正常出入站，该故障导致三号线发生大面积晚点。
2009年3月20日清晨營運開始之時，三號線即出現通車以來最嚴重的信號系統故障，由於要完全排除故障需要重新啟動信號系統，全線要停運兩小時以上。考慮到早高峰期間停運影響太大，故只能減少行車班次，營運結束之後才能完全排除故障。
2010年5月7日，林和西至广州东站由于北延段在建燕塘站积水严重，部分设备失灵被迫停运，5月8日该段恢复营运；同年8月9日8时42分，大塘至天河客运站发生信号故障，导致全线中断行车约14分钟。
2012年10月12日9时21分，北延段嘉禾望岗—龙归下行区间隧道遭地面违规钻探打穿隧道，钻管掉落隧道，致使两列列车车头玻璃受损，两度停运。
2013年10月2日9时08分，北延段再次遭钻管打穿隧道，事发地位于白云大道北站附近、往体育西路方向的隧道上方，钻管掉落隧道，所幸列车及时停车，未发生碰撞。事件导致三北白云大道北—永泰区间停运，同和站—体育西路站、机场南站—龙归站小交路运行，龙归站—嘉禾望岗站单线往返运行。9时52分后逐步恢复正常行车。
2015年3月19日7时40分，北延段永泰至白云大道北区间因信号系统故障导致大批乘客延误，持续约40分钟。
2015年4月25日17时56分，主支线天河客运站至客村段双向发生列车信号设备故障，导致行车间隔延长至10-20分钟，体育西路、客村等换乘站聚集大量客流；18时30分，地铁官方微博称“故障列车处理完毕，调度人员正在调整行车，行车间隔正逐步恢复正常。”
2022年5月11日18点24分，三号线部分列车受信号故障影响，部分列车有延误以及在部分车站不停站通过。19点02分，广州地铁微博通报，三号线信号故障已经排除。

## 未来发展

### 东延海鸥岛
根据规划，3号线到海傍后，还将继续向东延伸两站至海鸥岛。2007年开展编制的轨道交通线网规划中，已规划3号线至海鸥岛，并预留延伸至东莞的条件；2020年11月获批的《广州市轨道交通线网规划（2018-2035）》中，亦将海鸥岛作为本线未来的终点站，但未有标注至东莞的线路。
不过，海鸥岛作为珠江口最后一个未开发的岛屿，有市民担心建设地铁会破坏海鸥岛生态环境。2015年12月，广州发布《珠江江心岛整体保护规划》，海鸥岛被列入“限制开发类岛屿”；当局称轨道交通是否上岛需要“严格论证”，近期原则上不新增对外的道路、桥梁或轨道交通。
另外，海傍與海鷗島之間規劃有廣州新城東站，服务亚运城东部的居民。但因該站規劃與另一城际軌道交通線路換乘，站位需要統籌考慮設置，但当时规划未穩定；加上海鸥岛发展及衔接东莞轨道交通的规划未确定，同时考虑生态及客流的因素，3号线东延段2017年获批时仅建設海傍站以西的一段，以東往海鸥岛一段則留待未來繼續規劃。

### 支線段拆解

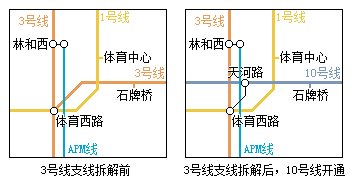
3號線支線拆解前後示意圖

根据廣州市第三期軌道交通（2015-2025）建設規劃方案，未来支線段（天河客运站至石牌橋站）将拆離3号线，向西南延伸，經過越秀區、海珠區至荔湾区西塱結束，形成10号线。
屆時拆解節點將位於天河路體育東路口東側，即BRT石牌橋站西側。但3號線建設時並没有預料到未來需要對支線進行拆解，從而未作出任何預留條件。故施工期間需要對拆解節點上方的天河路部分路面進行圍蔽，並會對3號線支線的運營造成一定影響；同時受限於10號線規劃走線，現有體育西路站的結構及周邊建築環境，10號線只能在體育中心南側的天河路下方新建天河路站，並通過地下通道連通現有體育西路站實現換乘。拆解後，支線石牌橋前往體育西路的路段將會成為3、10號線的聯絡線，不再參與日常運營，僅供工程車或車務調動使用；而體育西路前往石牌橋的路段將會停用並廢棄。
10號線已於2017年3月下旬獲國家發改委批覆立項，並於2018年11月19日正式開工建設，惟3号线支线拆解为10号线的施工方案未落实，该节点至今暂未开工建设。现时预计需待13号线二期市区段和18号线首期剩余段完工后，再考虑与10号线东延段同步实施。

### 信号系统改造
广州地铁于2025年8月发布公告，对本线信号系统更新改造工程设计进行招标。公告随附的项目建议书提及，3号线首期开通至今已有20年，已超过信号系统设计寿命，北延段信号系统亦已到达耗损失效期，全线信号系统设备故障率正逐年上升；加上现系统核心技术由加拿大泰雷兹轨道信号公司控制，系统设备问题需由加拿大方处理，周期较长，且核心设备停产，部分未停产备件价格亦大幅上升。故计划对全线信号系统进行国产化升级改造，以改进运营水平及降低维护成本。改造工程计划于2031年完工。惟该工程不涉及未来支线段拆解所需的软硬件升级改造。